# 알렉산드르 보로닌
알렉산드르 니키포로비치 보로닌(러시아어: Александр Никифорович Воронин, 1951년 5월 23일 ~ 1992년 9월 26일)은 소련의 역도 선수였다.
첼랴빈스크에서 태어난 보로닌은 1976년 몬트리올 올림픽에서 플라이급 부문의 금메달을 획득하였다.